# The Fat of the Land
The Fat of the Land is een album van de Britse dancegroep The Prodigy. Het album kwam uit op 1 juli 1997 op het label van XL Recordings.
Het album zorgde voor een kleine redetwist in het Verenigd Koninkrijk. De videoclip van de eerste single, Firestarter, zorgde voor een klein oproer door zanger/danser Keith Flint's verschijning. Ook werd Smack My Bitch Up door sommige mensen niet begrepen terwijl de band alleen maar een humoristische stoot wilde geven aan gangsta rap.
Het nummer Mindfields wordt gebruikt in de soundtrack van The Matrix, Smack My Bitch Up komt voor in de beide Charlie's Angels-films en Funky Shit komt voor in de trailer en aftiteling van de film Event Horizon.
"Serial Thrilla" bevat een sample van Skunk Anansie, "Funky Shit" bevat een sample van the Beastie Boys, "Fuel My Fire" is een cover van L7 en "Smack My Bitch Up" bevat een sample van Ultramagnetic MCs.
In 1998 vonden lezers van Q Magazine het album het #9 beste album aller tijden. Het album stond #1 op The Billboard 200 en ook #1 in de Top Canadian Albums hitlijst.
Dit album was hun hoogtepunt van het succes. Fat of the Land is meer Big Beat-achtig en songgericht en bevat minder loopachtige tracks. Voor het eerst trekt ook Keith zijn mond open. Fat of the Land is een samenhang van ruwe vetheid met hiphop, rave en rockinvloeden met een wat donkere mystieke sfeer waar je de vinger niet makkelijk op legt. Dit heeft bijvoorbeeld de cover Narayan die bijna 10 minuten duurt. Op Serial Thrilla en Fuel my Fire probeert Liam een wat meer rockgerichte aanpak. Deze laatste is een duet tussen Keith en Saffron van N-Joi en Republica. Kool Keith doet zijn zegje subliem op het relatief rustige Diesel Power.

## Tracklist
1. "Smack My Bitch Up" - 5:42
2. "Breathe" - 5:35
3. "Diesel Power" - 4:17
4. "Funky Shit" - 5:16
5. "Serial Thrilla" - 5:11
6. "Mindfields" - 5:40
7. "Narayan" - 9:05
8. "Firestarter" - 4:40
9. "Climbatize" - 6:36
10. "Fuel My Fire" - 4:19